# روبرت ستيفنز (مخرج)
روبرت ستيفنز (بالإنجليزية: Robert Stevens)‏ هو مخرج أمريكي، ولد في 2 ديسمبر 1920 في نيويورك في الولايات المتحدة، وتوفي في 7 أغسطس 1989 في ويستبورت (كونيتيكت) في الولايات المتحدة بسبب نوبة قلبية.

## وصلات خارجية
- روبرت ستيفنز على موقع IMDb (الإنجليزية)
- روبرت ستيفنز على موقع تيرنر كلاسيك موفيز (الإنجليزية)
- روبرت ستيفنز على موقع قاعدة بيانات الفيلم (الإنجليزية)